# امرهان گدیکلی
امرهان گدیکلی (انگلیسی: Emrehan Gedikli؛ زادهٔ ۲۵ آوریل ۲۰۰۳) بازیکن فوتبال اهل آلمان است.
وی همچنین در تیم‌های ملی فوتبال جوانان آلمان، Germany national under-16 football team، جوانان آلمان، و جوانان آلمان بازی کرده‌است.